# Communauté de communes Pleyben-Châteaulin-Porzay
Die Communauté de communes Pleyben-Châteaulin-Porzay ist ein französischer Gemeindeverband mit der Rechtsform einer Communauté de communes im Département Finistère in der Region Bretagne. Er wurde am 28. Oktober 2016 gegründet und umfasst 17 Gemeinden. Sitz der Verwaltung ist Châteaulin.

## Gründung
Als Nachfolgeorganisation der Gemeindeverbände Région de Pleyben und Pays de Châteaulin et du Porzay entstand sie mit Wirkung vom 1. Januar 2017.

## Mitgliedsgemeinden
Die Communauté de communes Pleyben-Châteaulin-Porzay besteht aus folgenden 17 Gemeinden:
| Gemeinde                                         | Bretonisch      | Einwohner (2022) | Fläche (km²) | Code postal | Code Insee |
| ------------------------------------------------ | --------------- | ---------------- | ------------ | ----------- | ---------- |
| Cast                                             | Kast            | 1.557            | 37,66        | 29150       | 29025      |
| Châteaulin                                       | Kastellin       | 5.106            | 20,81        | 29150       | 29026      |
| Dinéault                                         | Dineol          | 1.858            | 45,96        | 29150       | 29044      |
| Gouézec                                          | Gouezeg         | 1.115            | 30,94        | 29190       | 29062      |
| Lannédern                                        | Lannedern       | 321              | 12,43        | 29190       | 29115      |
| Le Cloître-Pleyben                               | Kloastr-Pleiben | 508              | 20,42        | 29190       | 29033      |
| Lennon                                           | Lennon          | 801              | 22,94        | 29190       | 29123      |
| Lothey                                           | Lothei          | 444              | 13,48        | 29190       | 29142      |
| Pleyben                                          | Pleiben         | 3.649            | 76,04        | 29190       | 29162      |
| Ploéven                                          | Ploeven         | 534              | 13,11        | 29550       | 29166      |
| Plomodiern                                       | Ploudiern       | 2.254            | 46,74        | 29550       | 29172      |
| Plonévez-Porzay                                  | Plonevez-Porzhe | 1.783            | 29,23        | 29550       | 29176      |
| Port-Launay                                      | Meilh-ar-Wern   | 396              | 2,00         | 29150       | 29222      |
| Saint-Coulitz                                    | Sant-Kouled     | 471              | 11,22        | 29150       | 29243      |
| Saint-Nic                                        | Sant-Vig        | 756              | 18,03        | 29550       | 29256      |
| Saint-Ségal                                      | Sant-Segal      | 1.183            | 16,20        | 29590       | 29263      |
| Trégarvan                                        | Tregarvan       | 127              | 9,68         | 29560       | 29289      |
| Communauté de communes Pleyben-Châteaulin-Porzay |                 | 22.863           | 37,44        | -           | -          |